# Неда (име)
Неда е женско име, което се среща на Балканския полуостров, сред българската емиграция в чужбина, както и в САЩ.
Произходът му се губи далеч в праисторията на региона. Най-старото му споменаване е в един от гръцките митове за Зевс. Според него нимфата Неда скрила Зевс от разгневения му баща Кронос, като го натопила в една река. Тази река носи името на нимфата. Реката Неда се намира на полуостров Пелопонес и е единствената в Гърция, която носи женско име.